# Diopatra
Diopatra är ett släkte av ringmaskar som beskrevs av Jean Victor Audouin och H. Milne-Edwards 1833. Diopatra ingår i familjen Onuphidae.

## Dottertaxa tillDiopatra, i alfabetisk ordning[1][2]
- Diopatra aciculata
- Diopatra agave
- Diopatra akarana
- Diopatra albimandibulata
- Diopatra amboinensis
- Diopatra amoena
- Diopatra angolensis
- Diopatra bengalensis
- Diopatra bilobata
- Diopatra brasiliensis
- Diopatra brevicirris
- Diopatra bulohensis
- Diopatra chiliensis
- Diopatra claparedii
- Diopatra cuprea
- Diopatra dentata
- Diopatra denticulata
- Diopatra dexiognatha
- Diopatra dubia
- Diopatra farallonensis
- Diopatra gesae
- Diopatra gigova
- Diopatra hanleyi
- Diopatra heterodentata
- Diopatra italica
- Diopatra khargiana
- Diopatra kristiani
- Diopatra leuckarti
- Diopatra lilliputiana
- Diopatra longicornis
- Diopatra longissima
- Diopatra maculata
- Diopatra madeirensis
- Diopatra malabarensis
- Diopatra marocensis
- Diopatra monroi
- Diopatra monroviensis
- Diopatra musseraensis
- Diopatra neapolitana
- Diopatra neotridens
- Diopatra obliqua
- Diopatra oligopectinata
- Diopatra ornata
- Diopatra papillata
- Diopatra paradoxa
- Diopatra rhizoicola
- Diopatra rhizophorae
- Diopatra semperi
- Diopatra splendidissima
- Diopatra sugokai
- Diopatra tridentata
- Diopatra uncinifera
- Diopatra variabilis
- Diopatra viridis